# Bennett Spur
Il Bennett Spur (in lingua inglese: Sperone Bennett) è uno sperone roccioso antartico situato tra il Wujek Ridge e il Cox Nunatak nel Dufek Massif dei Monti Pensacola in Antartide. 
La denominazione è stata assegnata nel 1979 dall'Advisory Committee on Antarctic Names (US-ACAN) in onore di David W. Bennett il quale, assieme a Robin D. Worcester, costituì il primo dei gruppi annuali di osservazione satellitare dell'United States Geological Survey (USGS) presso la Base Amundsen-Scott nell'inverno 1973.